# アナスタシオス2世
アナスタシオス2世（ギリシア語：Αναστάσιος Β' （Anastasios II）, ? - 719年7月1日）は、東ローマ帝国の皇帝（在位：713年6月3日 - 715年）。元の名はアルテミオス（Αρτέμιος （Artemios））、またはフィラルテミオス。
フィリピコス・バルダネスの代には書記局長官を務めていた。だがフィリピコスに対する不満が高まってきたのを見て、他の高官たちとともに陰謀を企画した。そしてフィリピコスの幽閉に成功すると、その翌日に聖ソフィア大聖堂で即位し、アナスタシオスと改名した。
アナスタシオス2世は賢明な人物だったようで、多くの有能な人物を抜擢した。この時抜擢された人物の中には、テマ・アナトリコンの長官レオーン（後の皇帝レオーン3世）などがいる。またウマイヤ朝によるコンスタンティノポリス包囲を予期して、城壁の補修やローマ艦隊の軍備増強などに務めた。またフィリピコスが一旦破棄した第3コンスタンティノポリス公会議の決議を復活させた。
715年にウマイア朝の艦隊が小アジア南部に進出してくると、アナスタシオス2世はテマ・オプシキオンの軍を派遣した。だがオプシキオンはロドス島で反乱を起こし、テオドシオス3世を擁してコンスタンティノポリスに押し寄せた。アナスタシオス2世の軍と反乱軍は半年あまり内戦を繰り広げたが、最後にはアナスタシオス2世は降伏した。彼は修道士となってテッサロニキに隠退した。
レオーン3世の代になって、アナスタシオス2世はかつての部下たちや第一次ブルガリア帝国を誘って陰謀を企てようとする。しかしイスラームを撃退して権威の高まっていたレオーン3世に反抗しようとする者は少なく、ブルガリアも味方しなかったため、陰謀は完全な失敗に終わった。最後はブルガリアのテルヴェル王に捕らえられ、処刑された。